# Cothen
Cothen is een dorp in de Nederlandse provincie Utrecht. Sinds de middeleeuwen was het in bezit van de domproosdij van Utrecht. In 1795 kwam er een einde aan de heerschappij van de domproost. Na een aantal administratieve veranderingen werden uiteindelijk op 1 januari 1812 de voormalige gerechten Cothen en Dwarsdijk verenigd tot de gemeente Cothen. Op 1 januari 1996 werd de gemeente samengevoegd met Wijk bij Duurstede en Langbroek tot de gemeente Wijk bij Duurstede.

## Ligging en geschiedenis
Cothen is met zijn ligging aan de Kromme Rijn van oudsher een pittoresk boerendorp. In de negentiende eeuw vormde die rivier ook de belangrijkste verbinding met de buitenwereld; "Krommerijnsche schuiten" zorgden voor vrachtvervoer tussen het dorpje en de stad Utrecht. Rond 1900 bedroeg het inwoneraantal 745. Het is een typisch Kromme Rijndorp en vertoont qua structuur overeenkomsten met Werkhoven, Odijk en Bunnik. Alle dorpen liggen op de stroomrug van de Kromme Rijn. De bouwlanden sluiten op de nederzetting aan. De Brink en de Meent zijn kenmerkende elementen van deze dorpen. De Kromme Rijn was vroeger een belangrijke route voor goederentransport. Het is van oorsprong een plattelandsgemeente bestaande uit de nederzettingen Cothen en Dwarsdijk. Na 1945 zijn er enkele nieuwbouwwijken bijgebouwd, waardoor het accent is komen te liggen op de woonfunctie van het dorp. Vanouds speelde de landbouw qua economische activiteit een belangrijke rol. Rond de eeuwwisseling verschoof het accent van akkerbouw naar veeteelt en fruitteelt. De laatste jaren zien we een verdere specialisatie, waarbij boeren óf vee houden, óf fruit telen. In 1885 kwam het dorp uit haar isolement doordat de tramlijn Doorn-Wijk bij Duurstede werd geopend. De lijn sloot aan op de tramverbinding Zeist-Rhenen, die op haar beurt weer aansloot op het spoorwegnet. Concurrentie van onder andere de vrachtauto en de bus kondigde de sluiting van deze verbinding in 1932 aan. Na de oorlog zijn er woonwijken bijgebouwd, en het dorp had in 2003 zo'n 2500 inwoners. 
Bezienswaardig in Cothen zijn de omgeving van de Brink en de boomgaard aan het Ambachtspad, die is aangewezen als beschermd dorpsgezicht. Daarnaast staat in het oude gedeelte van het dorp de uit de 13e eeuw stammende protestantse Agneskerk. Tegen de dorpskern aan, aan de overzijde van de Kromme Rijn, bevindt zich kasteel Rhijnestein (13e eeuw) met het karakteristieke poortgebouw. Overige bijzonderheden zijn de tramwachterswoning en het brughoofd. Van buitenaf wordt het dorpsaanzicht gedomineerd door de stellingkorenmolen Oog in 't Zeil en de slanke kerktoren van de Sint-Petrus en Pauluskerk uit 1905, ontworpen door Wolter te Riele.

## Externe link

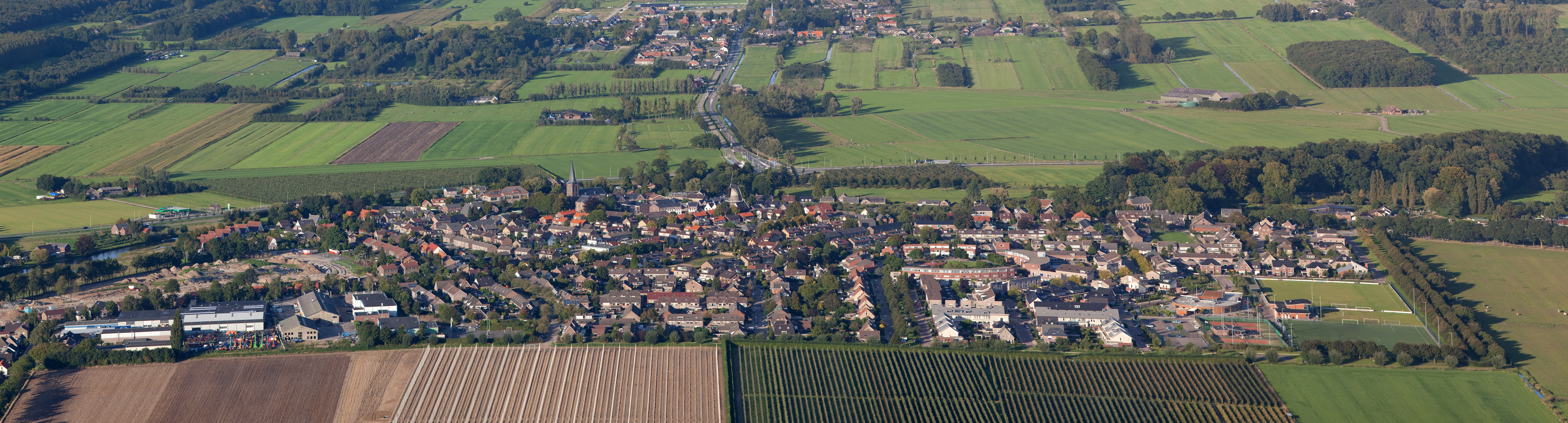
Luchtfoto Cothen 2012

## Voorzieningen
De plaats heeft een aantal sportverenigingen, op het gebied van gymnastiek, volleybal en handbal en ook op gebied van sportvissen. Er is ook een voetbalvereniging, SVF Cothen. Verder is er in Cothen een eetcafé, een bakker, een Buurtsuper “Van Straaten”, een cafetaria en een restaurant. Verder twee basisscholen en een ontmoetingscentrum met een huisartsenpost.

## Bekende (oud-)inwoners in Cothen
- Mans Middelweerd (1920-2010), wethouder en burgemeester
- Anton Vernooij (1940-2025), priester, componist en hoogleraar
- Koen Raymaekers (1980), langeafstandsloper

## Foto's

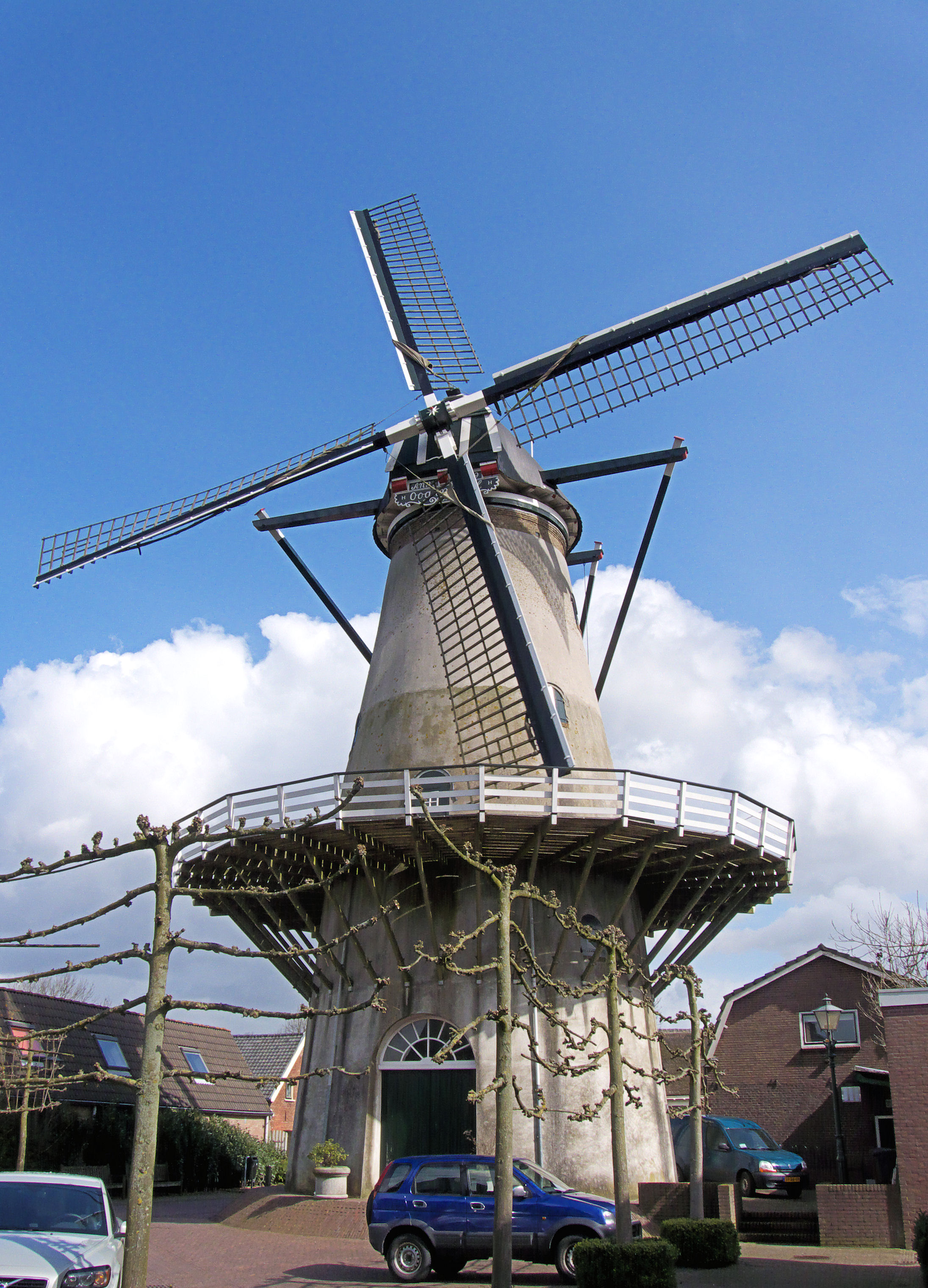
Windmolen van Cothen: Oog in 't Zeil
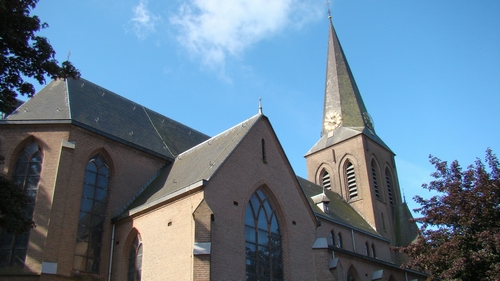
Sint-Petrus en Pauluskerk van Cothen
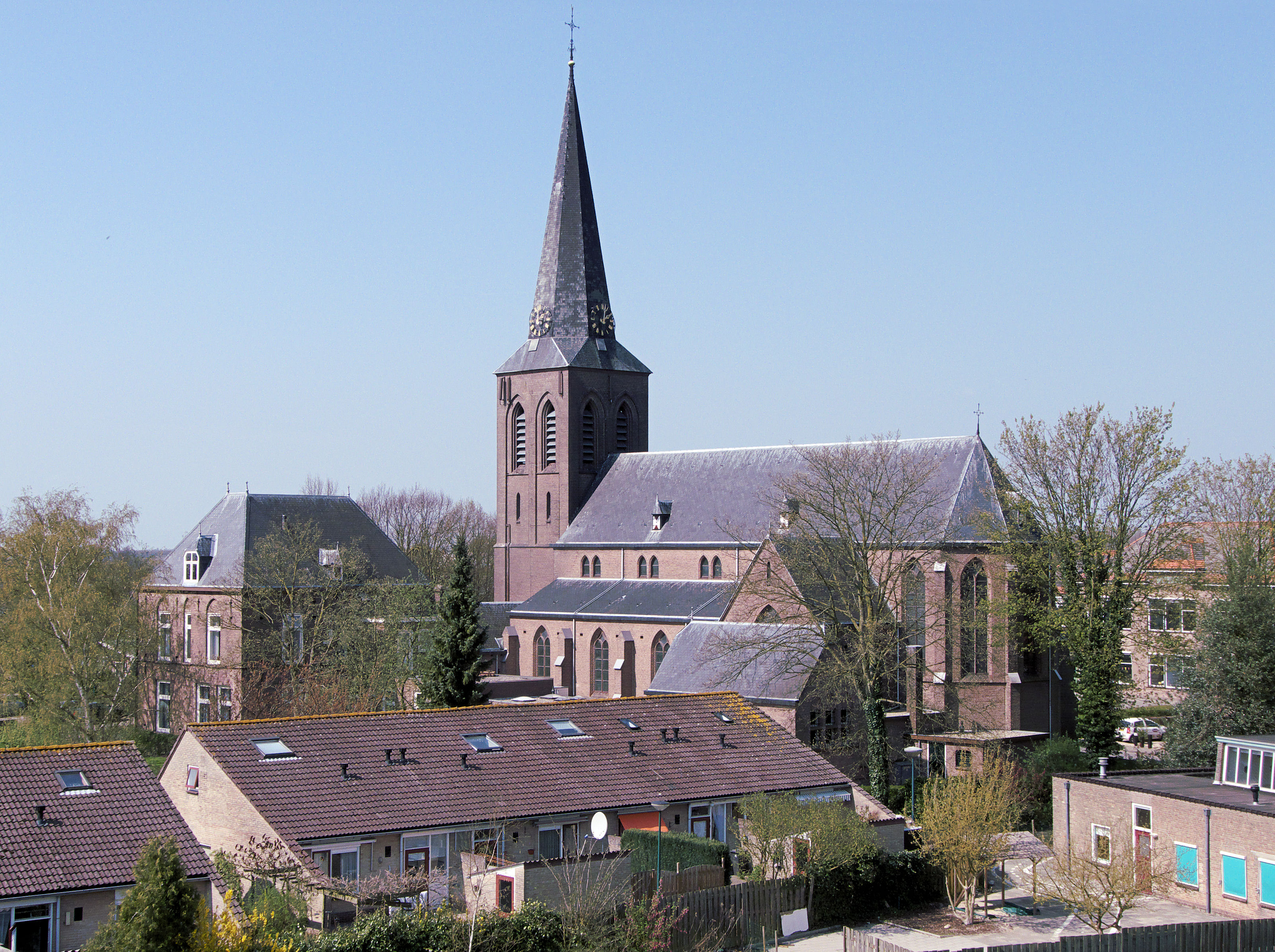
Sint-Petrus en Pauluskerk van Cothen